# Ki (kana)
き în hiragana sau キ în katakana, (romanizat ca ki) este un kana în limba japoneză care reprezintă o moră. Caracterul hiragana este scris cu patru linii, iar caracterul katakana cu trei linii. Kana き și キ reprezintă sunetul pronunție în japoneză [ki].
Originea caracterelor き și キ este caracterul kanji 機.

## Variante
Kana き și キ se pot folosi cu semnul diacritic dakuten ca să reprezintă un alt sunet:
- ぎ sau ギ reprezintă sunetul pronunție în japoneză [gi] (romanizat ca gi)[2]

## Folosire în limba ainu
În limba ainu, katakana キ reprezintă sunetul [ki].

## Forme
| Formă                                           | Rōmaji              | Hiragana             | Katakana             |
| ----------------------------------------------- | ------------------- | -------------------- | -------------------- |
| Fără semne diacritice: k- (か行 ka-gyō)         | ki                  | き                   | キ                   |
| Fără semne diacritice: k- (か行 ka-gyō)         | kii kī              | きい, きぃ きー      | キイ, キィ キー      |
| Versiunea yōon: ky- (きゃ行 kya-gyō)            | kya                 | きゃ                 | キャ                 |
| Versiunea yōon: ky- (きゃ行 kya-gyō)            | kyaa kyā, kyah      | きゃあ きゃー        | キャア キャー        |
| Versiunea yōon: ky- (きゃ行 kya-gyō)            | kyu                 | きゅ                 | キュ                 |
| Versiunea yōon: ky- (きゃ行 kya-gyō)            | kyuu kyū            | きゅう きゅー        | キュウ キュー        |
| Versiunea yōon: ky- (きゃ行 kya-gyō)            | kyo                 | きょ                 | キョ                 |
| Versiunea yōon: ky- (きゃ行 kya-gyō)            | kyou kyoo kyō, kyoh | きょう きょお きょー | キョウ キョオ キョー |
| Cu semnul dakuten: g- (が行 ga-gyō)             | gi                  | ぎ                   | ギ                   |
| Cu semnul dakuten: g- (が行 ga-gyō)             | gii gī              | ぎい, ぎぃ ぎー      | ギイ, ギィ ギー      |
| Versiunea yōon cu dakuten: gy- (ぎゃ行 gya-gyō) | gya                 | ぎゃ                 | ギャ                 |
| Versiunea yōon cu dakuten: gy- (ぎゃ行 gya-gyō) | gyaa gyā, gyah      | ぎゃあ ぎゃー        | ギャア ギャー        |
| Versiunea yōon cu dakuten: gy- (ぎゃ行 gya-gyō) | gyu                 | ぎゅ                 | ギュ                 |
| Versiunea yōon cu dakuten: gy- (ぎゃ行 gya-gyō) | gyuu gyū            | ぎゅう ぎゅー        | ギュウ ギュー        |
| Versiunea yōon cu dakuten: gy- (ぎゃ行 gya-gyō) | gyo                 | ぎょ                 | ギョ                 |
| Versiunea yōon cu dakuten: gy- (ぎゃ行 gya-gyō) | gyou gyoo gyō, gyoh | ぎょう ぎょお ぎょー | ギョウ ギョオ ギョー |

| Romaji | Hiragana | Katakana |
| ------ | -------- | -------- |
| (kya)  | (きゃ)   | (キャ)   |
| (kyu)  | (きゅ)   | (キュ)   |
| kye    | きぇ     | キェ     |
| (kyo)  | (きょ)   | (キョ)   |

| Romaji | Hiragana | Katakana |
| ------ | -------- | -------- |
| (gya)  | (ぎゃ)   | (ギャ)   |
| (gyu)  | (ぎゅ)   | (ギュ)   |
| gye    | ぎぇ     | ギェ     |
| (gyo)  | (ぎょ)   | (ギョ)   |

## Ordinea corectă de scriere
|                                      |
| Ordinea corectă de scriere pentru き |

|                                      |
| Ordinea corectă de scriere pentru キ |

## Alte metode de scriere
- Braille:

| ・－ －・ |

- Codul Morse: －・－・・